# Hipólito Pozo
Hipólito Elías Pozo González (nascido em 14 de julho de 1941) é um ex-ciclista olímpico equatoriano.
Irmão de Arnulfo Pozo.

## Carreira olímpica
Hipólito representou seu país durante os Jogos Olímpicos de Verão de 1968, nas provas de corrida em estrada e contrarrelógio (100 km).